# Cembalokonzert in g-Moll

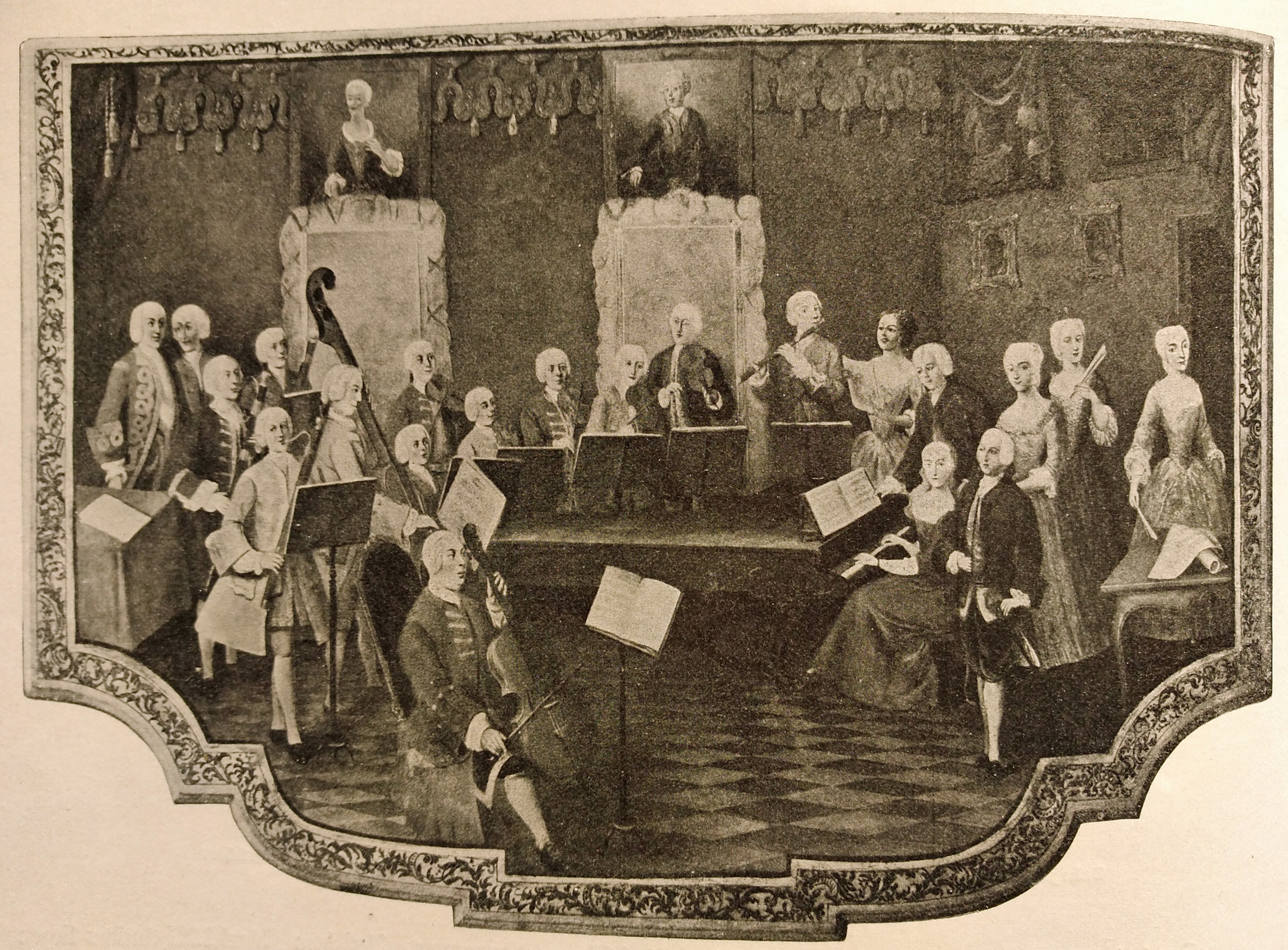
Markgräfin Wilhelmine und ihr Hoforchester 1739 = rares Abbild eines Barockorchesters

Ursprünglich war das Konzert einzig in der Handschrift eines Bayreuther Hofkopisten überliefert, das war laut Hofkalender 1754 wahrscheinlich der Oboist Johann Conrad Tiefert (laut Bayreuther Kirchenbuch/Nürnberg schon vorher zur Militärkapelle des Bayreuther Markgrafen Friedrich, Wilhelmines Ehemann, gehörend). Tiefert ist 1759 im Geheimen Staatsarchiv Bamberg unter GAB 17698 mit einem (dem bisher einzig bekannten) offiziellen Kopierauftrag des Bayreuther Hofes und später auch als (Noten)-Copist namentlich im Hofkalender greifbar. Es wurde von diesem mit dem Namen der Autorin „di Wilhelmine“ = Wilhelmine von Bayreuth (1709–1758) unterschrieben. Dieses Cembalokonzert in g-Moll wird seit 2009 alternativ auch Johann Gotthilf Jänichen (1701–vor 1750) zugesprochen. Es handelt sich um ein spätbarockes dreisätziges Instrumentalkonzert für Solo-Cembalo, zwei Violinen, Viola und Basso Continuo in der Tonart g-Moll. Nachdem 1997 die Pianistin und Cembalistin Irene Hegen eine weitere – die einzig vollständige – Handschrift des Konzerts in Weimar entdeckt hatte, begannen die Diskussionen um Wilhelmines Autorschaft. Der Wolfenbütteler Abschrift fehlen, wie beschrieben, Solostimme sowie ein Drittel der Gesamtkomposition.
Die auf dem Titel des Weimarer Neufundes angegebenen Komponisten – Foerster (durchgestrichen) und Jaenichen – führten zu Diskussionen um deren mögliche Autorschaft. Im Folgenden wird beschrieben, wie kontrovers die Gewichtung handschriftlicher Musik-Quellen des 18. Jahrhunderts ohne eindeutige Herkunft bzw. autographe Urheberangabe ausfallen kann.